# Joško Janša

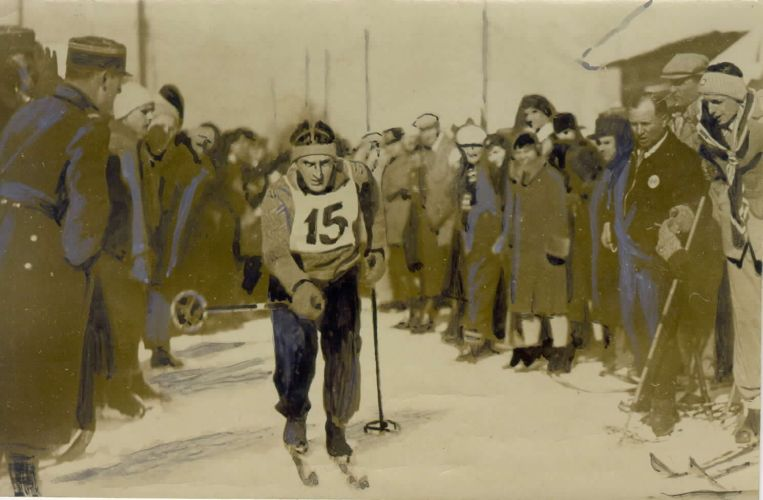
Joško Janša 1929.

Joško Janša, född 16 december 1900 i Mojstrana i Österrike-Ungern (nuvarande Slovenien), död 1960, var en jugoslavisk (slovensk) längdåkare. Han var med i de olympiska vinterspelen 1928 i Sankt Moritz och kom på 26:e plats på 18 kilometer och på 23:e plats på 50 kilometer. Även hans bror, Janko Janša, deltog i de två loppen.